# Planinarski dom Umberto Girometta
Planinarski dom Umberto Girometta jest planinarski dom u središnjem dijelu Mosora na nadmorskoj visini 868 metara. Dom je u vlasništvu Hrvatskog planinarskog društva Mosor iz Splita.
Na poticaj profesora Umberta Giromette HPD Mosor započeo je gradnju planinarskog doma 24. listopada 1929. godine polaganjem kamena temeljca, a 11. listopada 1931. godine dom je svečano otvoren pod imenom Dom kraljice Marije. Za vrijeme Drugog svjetskog rata dom su koristili partizani kao bolnicu, a talijanska ga je okupacijska vojska zapalila i gotovo do temelja srušila. Poslije rata dom je obnovljen i dogradnjom znatno proširen. Otvoren je 9. prosinca 1951. godine pod imenom Dom na Ljuvaču.
Ova zidana katnica nalazi se na pošumljenoj padini iznad prostranog dolca Ljuvača. U neposrednoj blizini doma je više snažnih nepresušnih izvora pitke vode, a jednog od njih spominje već Andrija Kačić Miošić u svom djelu Razgovori ugodni naroda slovinskoga. Od 26. studenoga 1961. godine dom nosi ime Umberta Giromette, splitskog planinara i popularizatora planinarstva te predsjednika HPD-a Mosor, koji je uvelike zaslužan za njegovu gradnju.
Objekt nema prilazne ceste, već do njega vodi planinarska staza od mjesta Gornjeg Sitna. Dom je od mjesta udaljen 45 minuta hoda.

## Vanjske poveznice
|  | Zajednički poslužitelj ima još gradiva o temi Planinarski dom Umberto Girometta |

- Planinarski dom Umberto Girometta, hps.hr